# Distrito de Wake
El distrito de Wake (和気郡 Wake-gun?) es un distrito localizado en la prefectura de Okayama, Japón. En junio de 2019 tenía una población estimada de 13.721 habitantes y una densidad de población de 95,1 personas por km². Su área total es de 144,21 km².

## Localidades
- Wake